# El Castillet
|  | Per a altres significats, vegeu «Castellet (Perpinyà)». |

El Castell de Baix o el Castillet és als afores de la població de Millars de la comarca de la Canal de Navarrés, de la província de València. La seva denominació de "Castell de Baix" es deu al fet de trobar-se, malgrat la seva estratègica situació, a una alçada inferior respecte a la de la població. El seu origen és musulmà. Està catalogat com a bé d'interès cultural amb número d'anotació ministerial: RI - 51-0010800 i data d'anotació 3 de juny de 2002
La zona de Millars és un territori que va mantenir gran importància estratègica durant el període de la Reconquesta. Per aquesta raó van existir nombrosos castells i fortaleses en el mateix. Es tenen notícies d'almenys cinc castells o recintes fortificats, si bé s'han aconseguit identificar El Castellet, el Castell de Coves i el Castell de Corral Antón. També es coneix l'existència d'un altre recinte fortificat al centre del nucli urbà de la població, si bé les seves restes han estat ocultats per la construcció d'habitatges. Se sap que existien dues torres de defensa i guaita, però encara no s'han localitzat les seves restes. El Rei Jaume el Conqueridor, el 18 de gener de 1256, va donar, a Tarassona, a Ato de Foces les viles i Castell de Madrona, Millars i Dosaigües. Martí de Viciana, que va dedicar el tom III de la seva Crònica de València, a 156?, a Giner Rabassa de Perellós, Senyor del castell de Madrona i de la baronia de Dosaigües.
A 1257, un cop conquerida per Jaume I d'Aragó, al tractar-se d'una zona d'important població en època musulmana, va tributar a la Corona amb 200 besants. La majoria dels seus habitants eren moriscos, que comptaven amb 53 cases en 1563, any del desarmament dels moriscos valencians, i amb 80 cases en 1609, any que va ser decretada la seva expulsió. En negar-se gran part d'aquesta població a abandonar la zona, es van refugiar a la Mola de Cortes, on van resistir a les tropes reals, encara que finalment van ser derrotats. Van ser tals els danys que aquesta expulsió va tenir sobre la zona, que la corona va haver d'indemnitzar al Senyor de la baronia pels perjudicis ocasionats al privar de mà d'obra que treballés les seves terres. El senyoriu va estar posseït per la família Bou fins que es va trencar la línia masculina directa d'aquest cognom.
Del castell de Baix es conserva tot el recinte emmurallat així com la torre principal, de planta quadrada, assentat sobre un massís de roca. La seva fàbrica és de tàpia de pedra, que s'adapta a les irregularitats del terreny.